# 医療保険

公的保険がある地域
緑：90%以上の誕生時の加入と90%以上の社会保険適用
桃：制度があるが、上記の値に達していない地域

OECD各国の財源別保健支出。
水色は政府一般歳出、紫は社会保険、赤は自己負担、橙は民間保険、緑はその他

医療保険（いりょうほけん、Health Insurance）とは、医療機関の受診により発生した入院費や手術費といった医療費について、加入者全員が事前に保険料を納めておき、その一部又は全部を保険者に給付する仕組みの保険である。日本国の医療保険には、加入義務がある公的医療保険制度と、民間保険会社が提供する任意加入の医療保険がある。

## 種別

OECD各国の私的医療保険種別。
橙は基礎的、水色は基礎分野の補完、緑はオプション的、紫はそれらの重複。

保険証の例（ドイツ）

強制加入の公的医療保険と、任意加入の私的（プライベート）医療保険(民間保険会社が提供)の2種類に分けられる。

### 公的医療保険
公的医療保険は予め被保険者の範囲が行政によって定められている医療保障制度である。多くの先進国では公的な医療保険制度を用意しているが、対象者の範囲や財源方式については国により異なる。公的医療保険でも引受人が政府機関とは限らず、民間企業が引き受ける国もある（オランダ、スイスなど）。

### 私的医療保険(民間医療保険)
これに対して、私的医療保険は、任意加入であり、契約者の財産や所得に応じて、複数の保険会社が用意するメニューからプランを選ぶことが可能である。私的医療保険に期待される役割は、国ごとに大きく異なる。なお任意加入の医療保険では、自己の健康状態に不安がある人ほど保険加入のインセンティブを持つため、いわゆる逆選択により健康状態の不良な被保険者集団が形成されるおそれがある。特に手術給付金など、加入者が受診を選択できる保障でこの傾向が強い。また、保険金詐欺を目的に保険加入するといったモラルリスクの問題もある。
- 単体医療保険
- 生命保険の各種特約
- がん保険
- 傷害保険（損害保険）など

## 各国の制度
- オランダの医療では、短期医療保険は強制保険であるが、公的なリスク調整を行って民間保険会社が引き受けている。
- ドイツの医療保険は強制保険であるが、公的保険もしくは私的保険の中から選択することができる。
- シンガポールの医療保険は賦課方式を取っておらず、個人単位の積立方式である。

### アメリカ合衆国の制度
アメリカ合衆国の医療ではマネージド・ケアという民間医療保険が一般的である。マネージド・ケアは大きく分けてHMO、POS、PPOの三種類がある。多くの州では任意加入であるが、マサチューセッツ州では、何らかの医療保険への加入が義務付けられている。